# Chang Fengxia
Chang Fengxia (5 de diciembre de 1970) es una deportista china que compitió en judo. Ganó una medalla de plata en los Juegos Asiáticos de 1990 en la categoría de –52 kg.

## Palmarés internacional
| Juegos Asiáticos | Juegos Asiáticos | Juegos Asiáticos | Juegos Asiáticos |
| Año              | Lugar            | Medalla          | Categoría        |
| ---------------- | ---------------- | ---------------- | ---------------- |
| 1990             | Pekín (China)    | Medalla de plata | –52 kg           |